# Artiora evonymaria
Artiora evonymaria är en fjärilsart som beskrevs av Ignaz Schiffermüller 1775. Artiora evonymaria ingår i släktet Artiora och familjen mätare. Inga underarter finns listade i Catalogue of Life.